# Xuất khẩu xe đã qua sử dụng của Trung Quốc
Xuất khẩu xe đã qua sử dụng của Trung Quốc là hoạt động thương mại quốc tế trên thị trường xám liên quan đến việc xuất khẩu ô tô đã qua sử dụng và các loại xe khác từ Trung Quốc sang các thị trường khác trên thế giới. Với 300 triệu xe ở Trung Quốc, xe Trung Quốc hiện đang thâm nhập thị trường xe đã qua sử dụng ở nước ngoài để thúc đẩy nhu cầu cho thị trường nội địa.
Theo African Courier, có ý kiến cho rằng xuất khẩu ô tô đã qua sử dụng là một cách để tăng cường triển khai Sáng kiến Một vành đai, Một con đường.

## Lịch sử

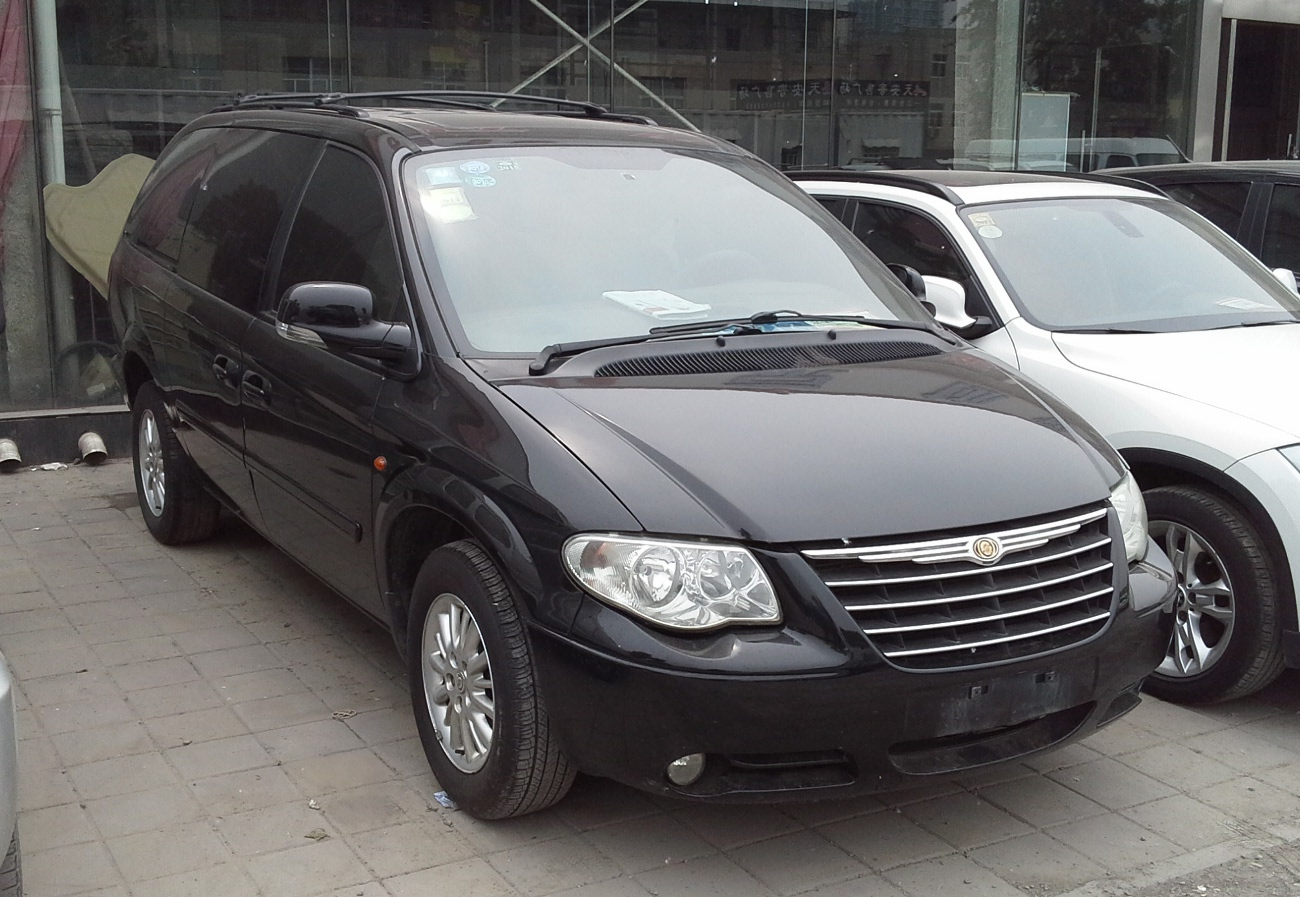
Một chiếc xe van Chrysler Grand Voyager RS do Soueast Chrysler sản xuất tại một chợ xe đã qua sử dụng ở Bắc Kinh vào năm 2014.

Ngành công nghiệp ô tô ở Trung Quốc đã bị thu hẹp lại khi doanh số bán xe giảm xuống 28 triệu xe vào năm 2018, trong đó mức sụt giảm là 2,76%. Đây là sự sụt giảm đầu tiên trong ngành kể từ năm 1990 do doanh số bán hàng giảm và ảnh hưởng của Chiến tranh thương mại Hoa Kỳ – Trung Quốc 2018–2019 đánh vào các sản phẩm do Trung Quốc sản xuất trị giá 200 tỷ đô la Mỹ.
Quan điểm xuất khẩu xe đã qua sử dụng do Trung Quốc sản xuất đã được công khai vào tháng 4 năm 2019 khi Bộ Thương mại Trung Quốc, Bộ Công an và Tổng cục Hải quan cùng ra thông báo công khai về việc hỗ trợ xuất khẩu ô tô đã qua sử dụng tại các khu vực được xét có điều kiện. Những cơ quan này chịu trách nhiệm chứng nhận xuất khẩu ô tô đã qua sử dụng từ Trung Quốc.
Vào ngày 6 tháng 5 năm 2019, Bộ Thương mại Trung Quốc đã chính thức công bố chấp thuận xuất khẩu hợp pháp xe đã qua sử dụng của Trung Quốc nhằm nỗ lực tăng doanh số bán hàng trong nước và thúc đẩy thương mại trên thị trường ô tô. MOFCOM đã đề cập rằng họ sẽ làm việc để xác định các công ty nào có thể xuất khẩu xe và kiểm tra các tiêu chuẩn để đảm bảo rằng những chiếc xe đã qua sử dụng được bán một cách an toàn. Trong một cuộc họp báo của MOFCOM vào ngày 9 tháng 5 năm 2019, có đề cập rằng họ đang làm việc với các quan chức của Tổng cục Hải quan và Bộ Công nghiệp và Công nghệ Thông tin để quản lý việc cấp phép xuất khẩu cho các phương tiện vận chuyển ra khỏi Trung Quốc.
Vào tháng 7 năm 2019, đã có thông báo rằng đợt xuất khẩu đầu tiên bao gồm 300 chiếc ô tô đã qua sử dụng cho Campuchia, Myanmar, Nigeria và Nga từ Quảng Đông. Những chuyến hàng xuất khẩu đầu tiên được thực hiện thông qua Cảng Nam Sa trong khi những chuyến khác được thực hiện qua Đường sắt Trung Quốc-Châu Âu.
Vào ngày 3 tháng 9 năm 2019, Thiên Tân đã xuất khẩu 60 chiếc xe đã qua sử dụng với trị giá 700.000 đô la Mỹ từ Khu cảng thương mại tự do Đông Giang đến cảng Apapa ở Nigeria.
Vào tháng 11 năm 2019, một lô xe xuất khẩu 500 chiếc đã qua sử dụng được cho là đã được bán cho Benin với giá 3 triệu USD từ Quảng Đông. Một tuyên bố được đưa ra bởi Công ty TNHH Quảng Đông Good Car Holdings vào ngày 21 tháng 11 năm 2019 cho biết đây là đơn đặt hàng giá trị nhất nhận được để xuất khẩu ô tô đã qua sử dụng. Vào ngày 11 tháng 11 năm 2019, có thông tin cho rằng một số xe đã qua sử dụng đã được bán cho Kyrgyzstan.

## Vị trí được chỉ định
Mười thành phố, bao gồm Bắc Kinh, Thượng Hải và Quảng Đông, đã được công bố là các khu vực được chỉ định để xe đã qua sử dụng có thể được xuất khẩu hợp pháp. Tây An và Thiên Tân cũng được chỉ định là thành phố xuất khẩu.

## Hiệu ứng
Theo Alan Kang, một nhà phân tích của LMC Automotive, ông cho rằng việc xuất khẩu xe Trung Quốc ra nước ngoài sẽ có tác động từ trung hạn đến dài hạn trong việc giúp các nhà sản xuất ô tô Trung Quốc "tăng doanh số bán xe mới".
Doanh số bán xe đã qua sử dụng của Trung Quốc sang các thị trường mới nổi sẽ khiến giá xe giảm, tác động đến việc bán và sản xuất xe mới. Việc này hợp ý với những người muốn mua phương tiện rẻ hơn. Điều này cho phép các nhà sản xuất xe Trung Quốc có cơ hội bán bất kỳ loại xe nào có thể gặp rắc rối với các tiêu chuẩn khí thải "China VI" được thực hiện vào ngày 1 tháng 7 năm 2019. Thị trường cho phép xuất khẩu xe sang các nước không có các tiêu chuẩn nghiêm ngặt cho các loại xe được sử dụng tại thị trường của riêng họ.

## Hạn chế

### Myanmar
Bộ Thương mại Myanmar công bố hướng dẫn nghiêm ngặt về việc nhập xe đã qua sử dụng từ Trung Quốc nhằm chặn thẳng tay những chiếc xe đang được bán từ Trung Quốc, nhưng không được sản xuất ở Trung Quốc. Bằng chứng rằng xe Trung Quốc được bán thông qua nhập khẩu, mới hoặc đã qua sử dụng, đều phải có giấy tờ chứng nhận cho thấy chúng được sản xuất tại Trung Quốc.

### Mỹ
Mỹ không cho phép sử dụng ô tô nhập khẩu ít hơn 25 năm tuổi và hầu hết các loại xe Trung Quốc mới sản xuất trong nước chỉ được sản xuất từ năm 1994.